# Jean Baptiste Charles Dancla
Jean Baptiste Charles Dancla (Banhèras de Bigòrra, Alt Pirineu, 19 de desembre de 1817 - Tunísia, 9 d'octubre de 1917) fou un violinista i compositor francès.
Era germà del també violinista i compositor Leopold Dancla (1822-1895), del violoncel·lista Arnaud Dancla (1819-1862) i de la pianista i professora de música Laure Dancla (1822-1880). Estudià a París i hi fou deixeble de Baillot, Halévy i Berton, i el 1837 aconseguí el segon gran premi.
Dedicat quasi exclusivament a donar concerts, ben aviat se'l considerà com un dels violinistes més notables de l'escola francesa, i el 1857 fou nomenat professor del Conservatori de París on tingué entre altres alumnes Achille Simonetti el cubà Brindis de Salas, i al que amb els anys seria abat de l'Abadia de Sant Benet de Solesmes André Mocquereau.
Va escriure més de 140 obres, entre elles les titulades:
L'école de l'expression;
L'école de la mélodies;
Petite école de la mélodie;
L'utile et l'eagréable;
L'art de moduler sur le violon.
Nombroses, sonates, fantasies, concerts, simfonies, obertures, diverses composicions religioses i un Mètode de violí.
A més va escriure:Les compositeurs chefs d'orchestren, résponse à M. Gounod (París, 1873), i Miscellanées musicales (París, 1877).